# Рагги, Николя
Николя Бернар Рагги (фр. Nicolas Bernard Raggi; имя при рождении: Николо Бернардо Рагги; итал. Nicolo Bernardo Raggi; октябрь 1790, Каррара, Тоскана — 1862, Париж) — французский скульптор итальянского происхождения.

## Биография

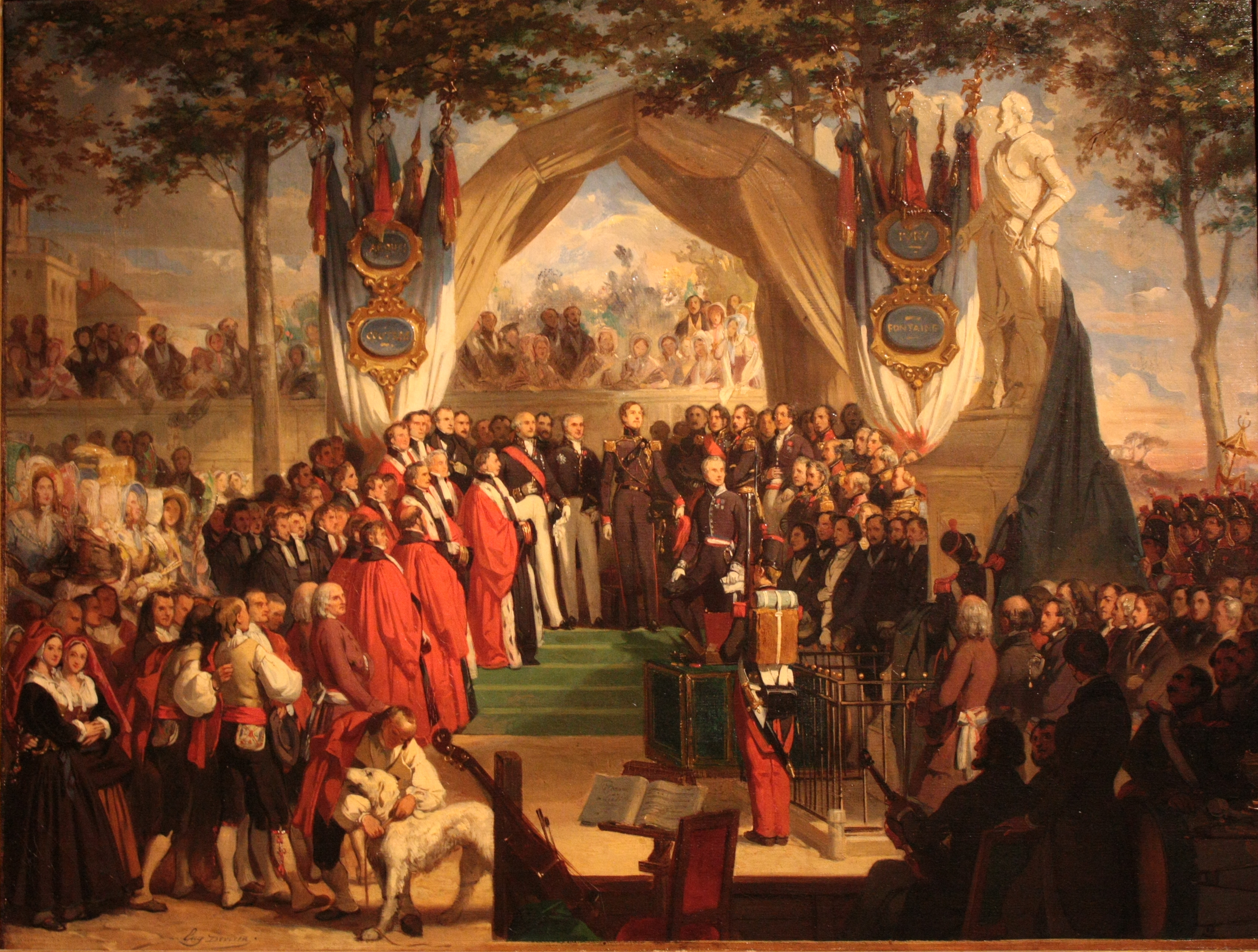
Эжен Девериа. Торжественное открытие памятника Генриху IV в городе По работы скульптора Рагги его королевским высочеством герцогом де Монпансье. 1843, Музей в замке По

Родился в 1790 году в Карраре. Учился ремеслу скульптора во Флоренции в мастерской Лоренцо Бартолини. Когда правительницей Флоренции и всей Тосканы была Элиза Бонапарт, сестра Наполеона, она оказывала покровительство Бартолини и Рагги, причём последний получил от неё премию за успехи в скульптуре.
После падения Элизы Бонапарт Рагги, по всей видимости, последовал за ней в изгнание во Францию (1814; по другим данным, некоторое время перед этим занимался торговлей в Марселе), где остался и поступил в Высшую школу изящных искусств Парижа в мастерскую Франсуа Жозефа Бозио.
В 1817 году дебютировал на ежегодном Парижском салоне со статуей «Юный дискобол».
Кавалер ордена Почетного легиона (1824).
В 1828 году принял французское подданство.
Рагги были созданы несколько памятников в различных городах Франции, а также статуи на античные сюжеты.
Скончался Рагги в 1862 году в Париже.

## Галерея

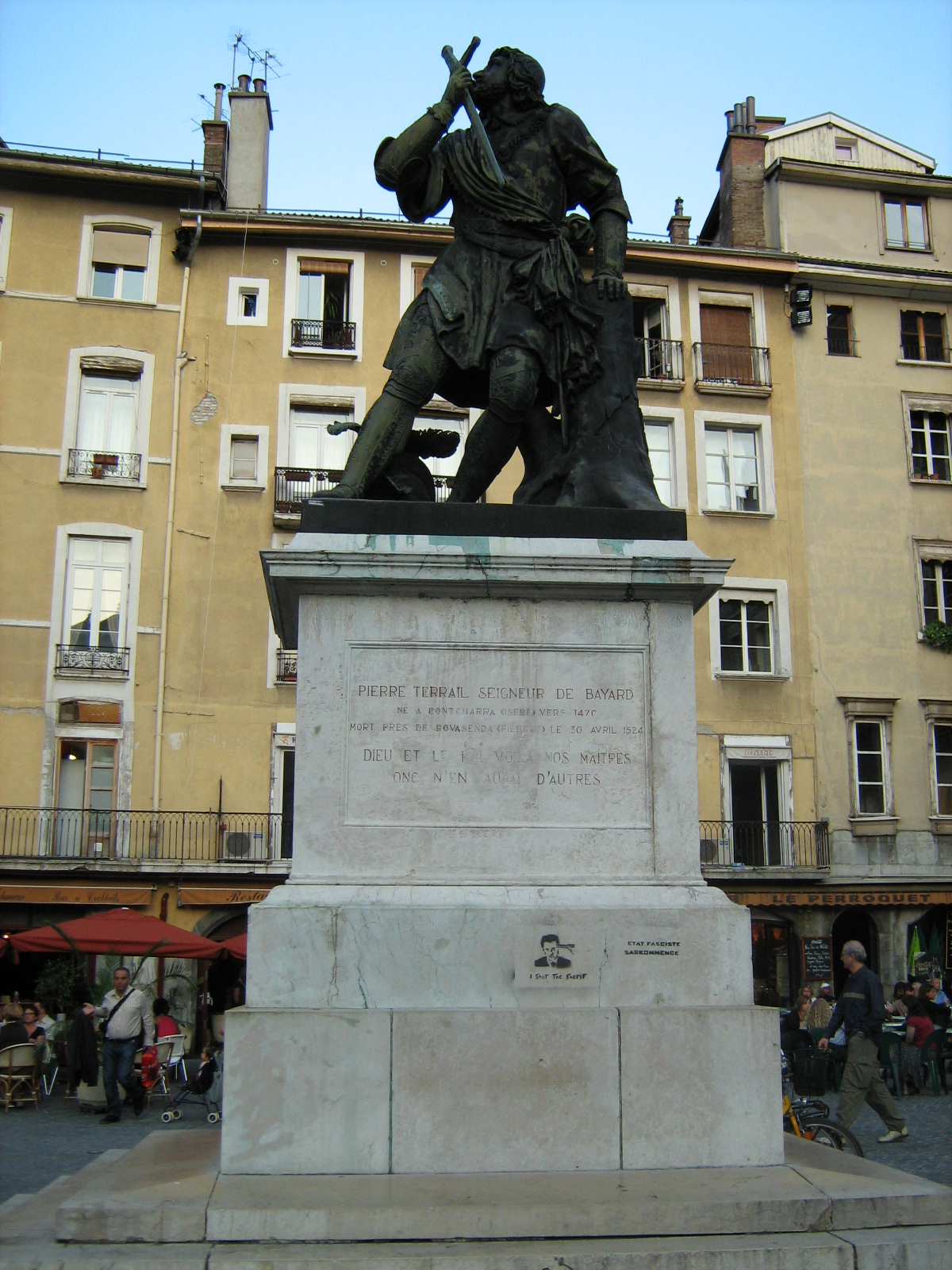
Памятник рыцарю Баярду (1823), Гренобль.
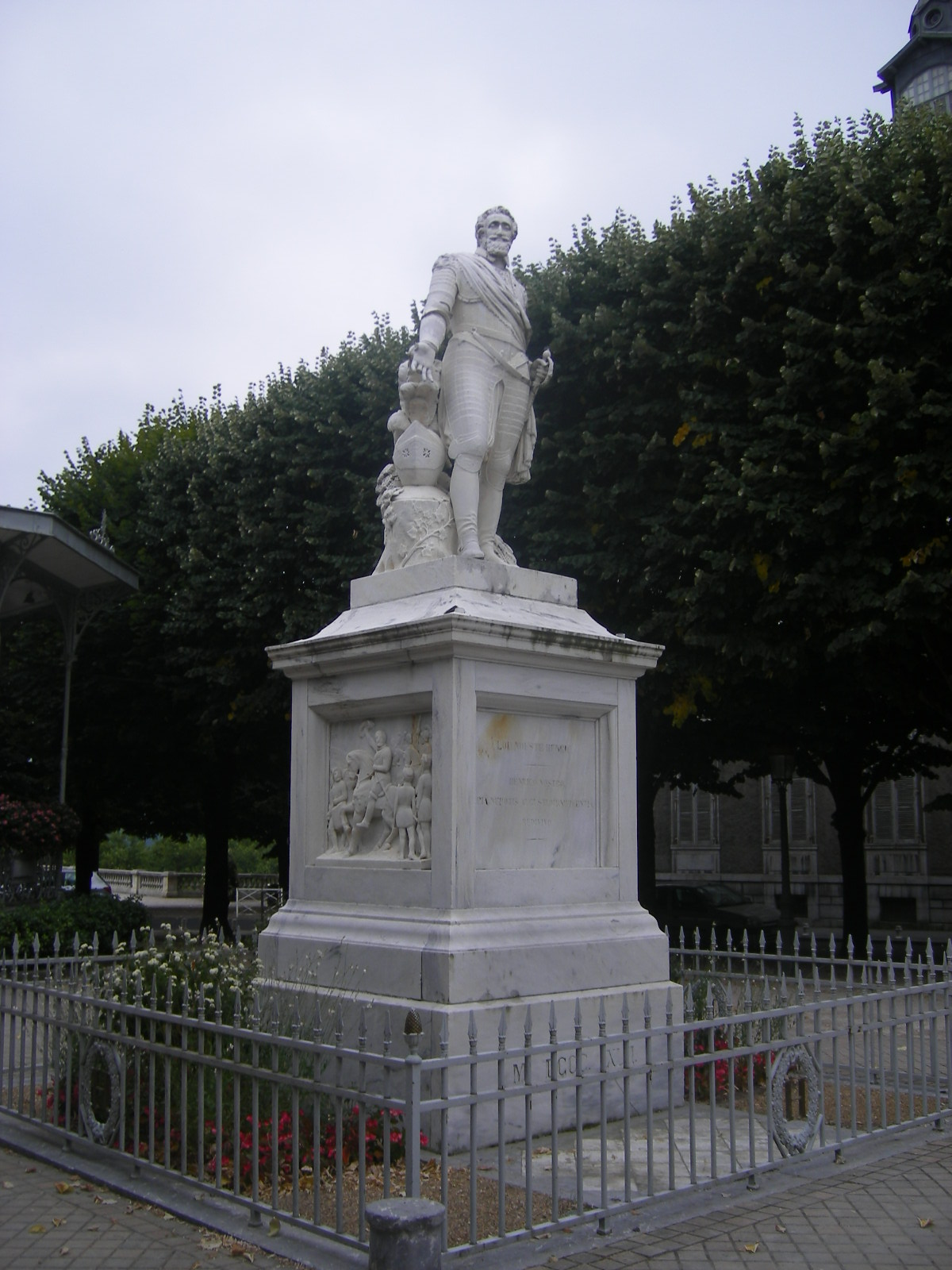
Памятник Генриху IV (1843), По.
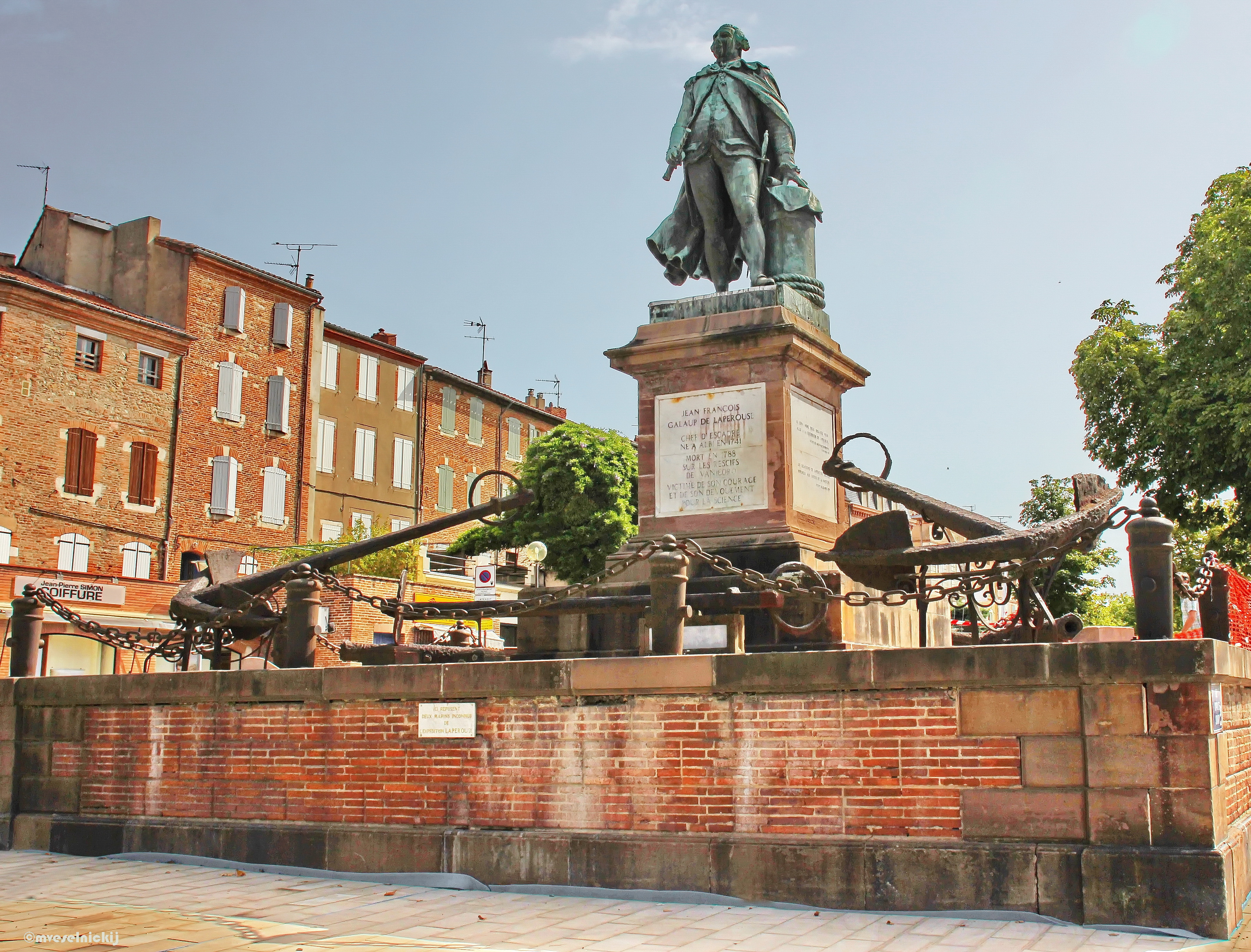
Памятник Лаперузу (1853), Альби.
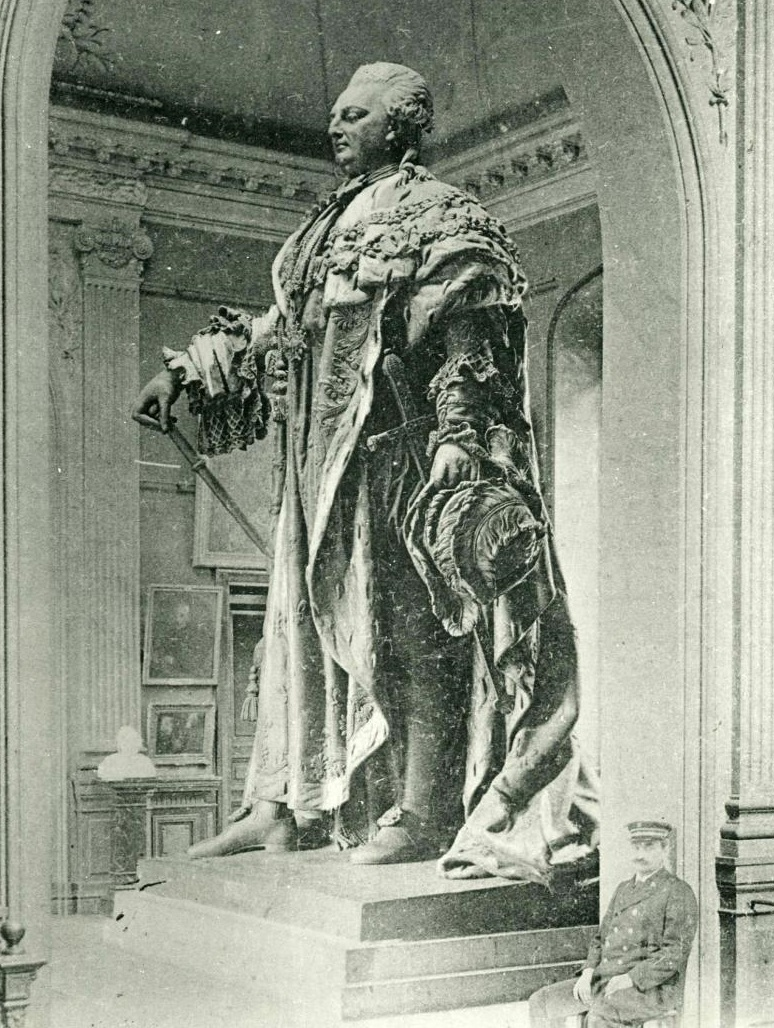
Людовик XVI (1828), Музей изящных искусств, Бордо.
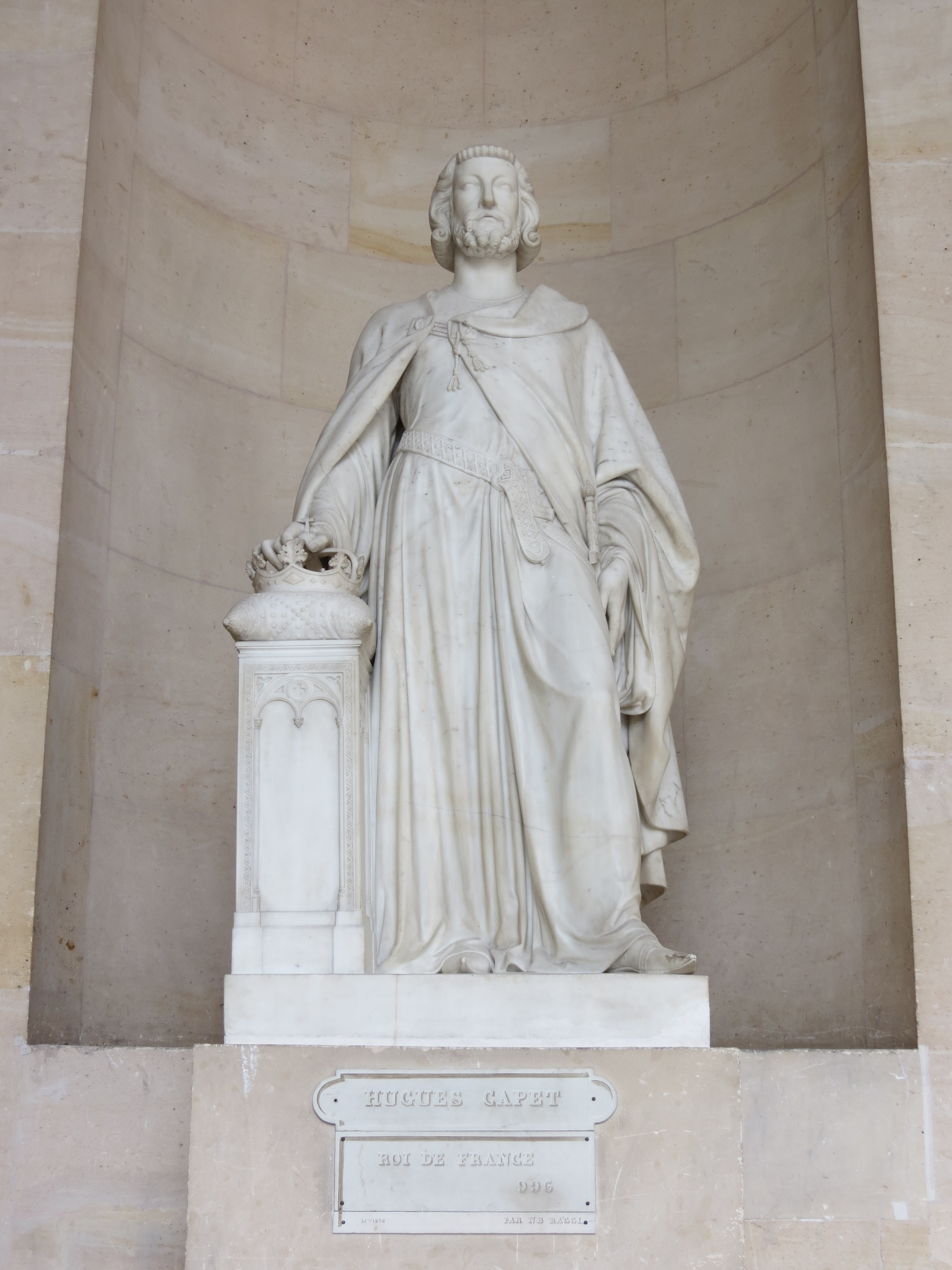
Гуго Капет (1837), Версальский дворец.
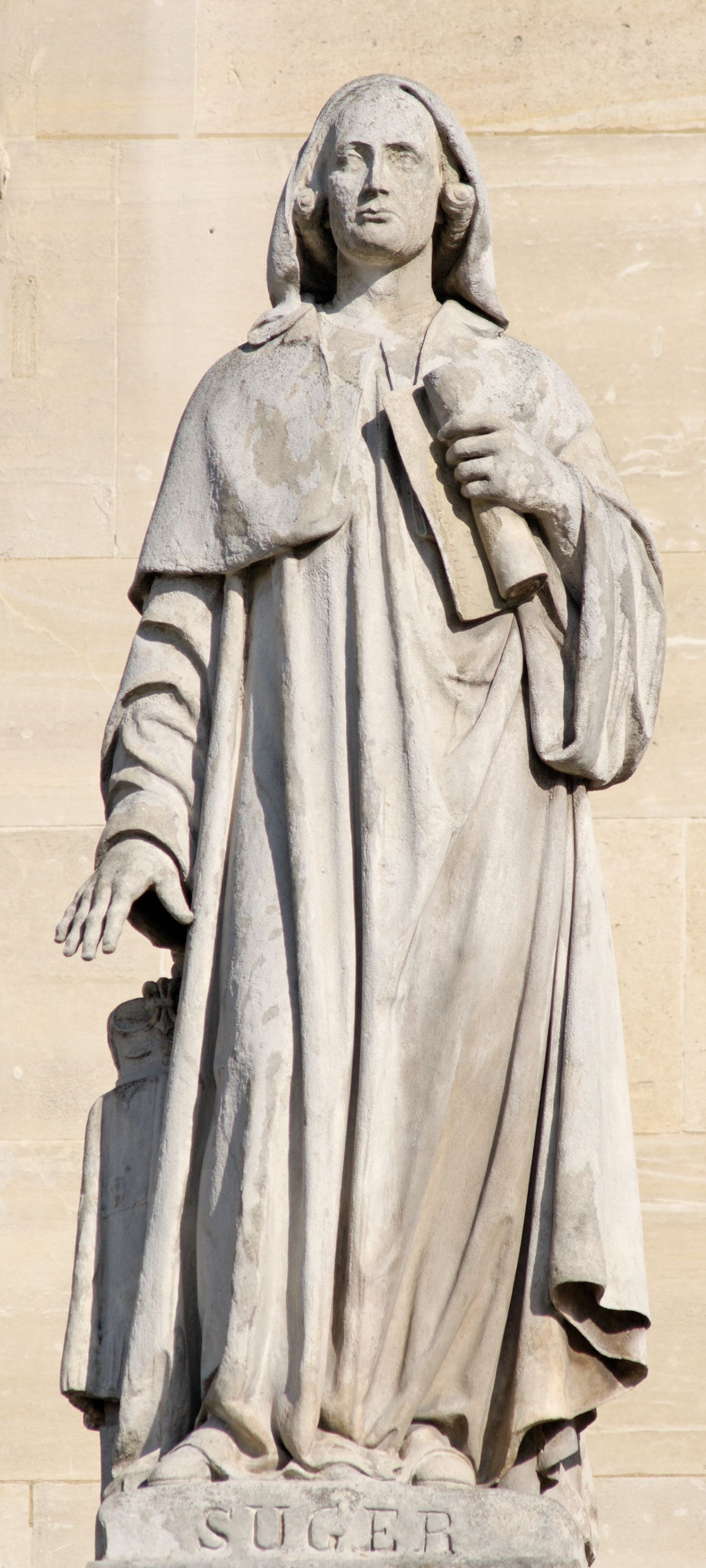
Аббат Сугерий, Лувр (фасад)
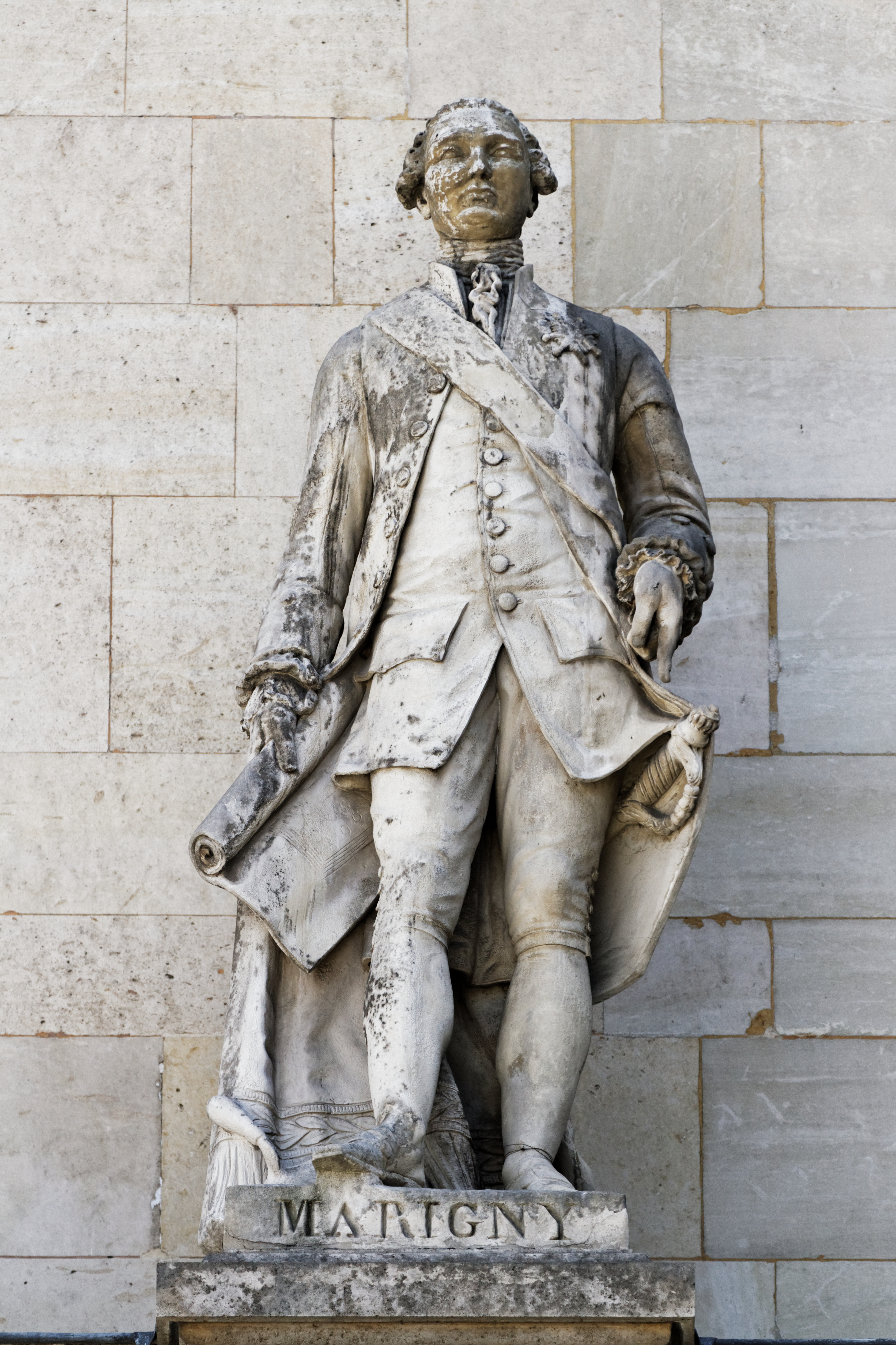
Вице-адмирал Шарль де Бернар де Мариньи, Лувр (фасад)
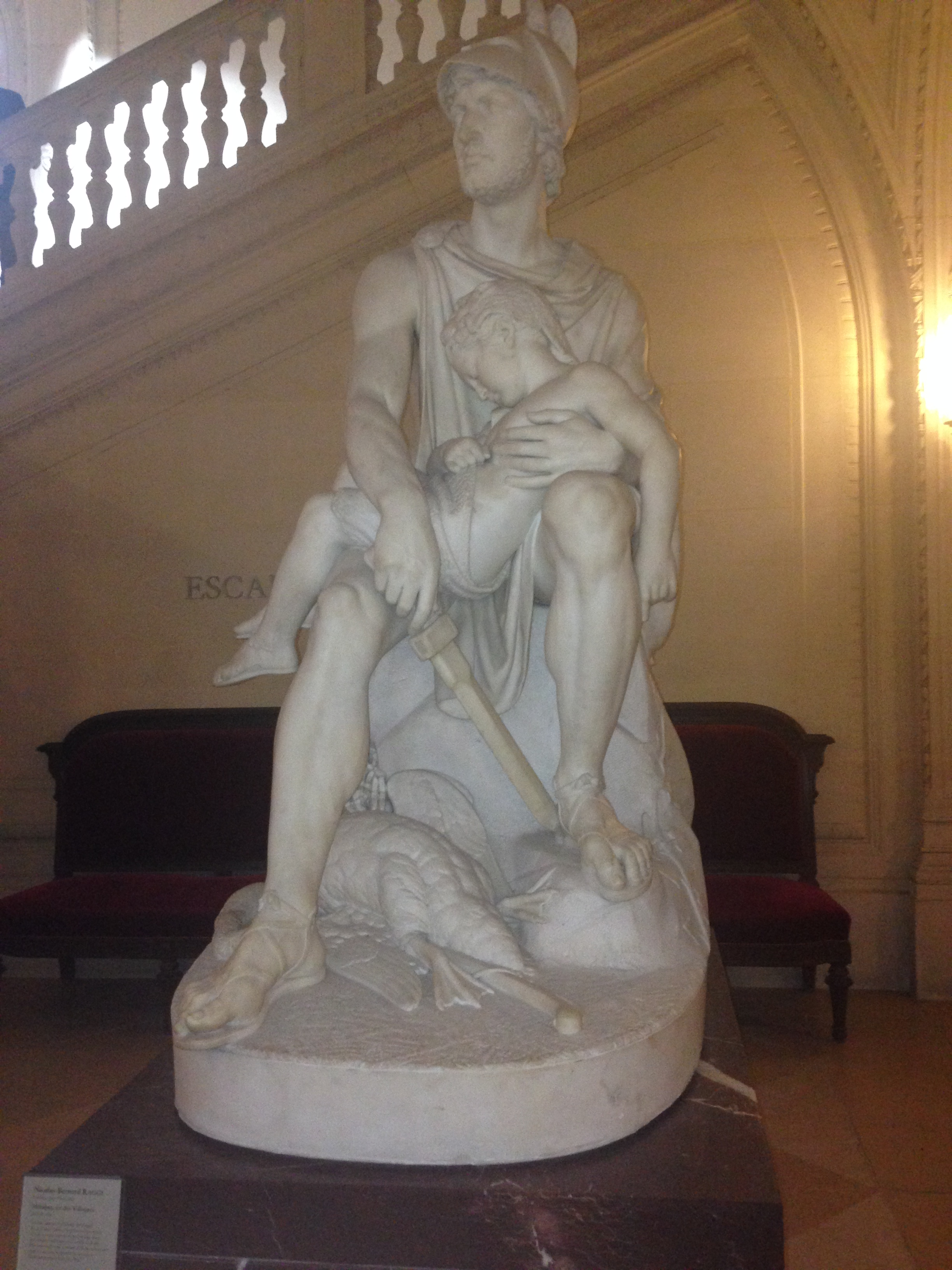
Метаб, царь вольсков, и его дочь Камилла (1855), Лувр